# Масуда Тосіо (композитор)
Тосіо Масуда (яп. 増田 俊郎) — японський композитор, автор музики до численних телевізійних шоу і аніме. Масуда найбільш відомий завдяки саундтрекам до аніме, що почало виходити в 2002 році, — «Наруто», де він поєднав звучання таких традиційних інструментів, як сямісен і сякухаті, зі звуками гітари, фортепіано та іншими клавішними. Варто зауважити, що саундтрек до другої частини аніме, Naruto Shippuden, написав Ясухару Таканасі.

## Творчість
| Назва аніме                      | Рік виходу |
| -------------------------------- | ---------- |
| Gaki Deka                        | 1989       |
| Battle Fighters Garou Densetsu   | 1992       |
| Hare Tokidoki Buta               | 1997       |
| Flint, The Time Detective        | 1998       |
| Excel Saga                       | 1999       |
| Jubei-chan                       | 1999       |
| Now and Then, Here and There     | 1999       |
| Hand Maid May                    | 2000       |
| UFO Baby                         | 2000       |
| Koni-chan                        | 2000       |
| Махороматик: Автоматична дівчина | 2001       |
| Animation Runner Kuromi (OVA)    | 2001       |
| Naruto                           | 2001       |
| Puni Puni Poemi (OVA)            | 2001       |
| Темніше, ніж індиго              | 2002       |
| Animation Runner Kuromi 2 (OVA)  | 2002       |
| Di Gi Charat                     | 2003       |
| Piyoko ni Omakase Pyo!           | 2003       |
| Nanaka 6/17                      | 2003       |
| Jubei-chan 2                     | 2004       |
| Mushishi                         | 2005       |
| Otogi-Jushi Akazukin             | 2005       |
| Ghost Hunt                       | 2006       |